# Gambia na Letnich Igrzyskach Olimpijskich Młodzieży 2010
Gambię na Letnich Igrzyskach Olimpijskich Młodzieży w Singapurze w 2010 reprezentowało 4 sportowców w 1 dyscyplinie.

## Skład kadry

### Lekkoatletyka
- Omar Ceesay
- Ousman Gibba
- Binta Jatta
- Fatou Sowe